# Ханаб-Пакаль
Ханаб-Пакаль (? — 6 марта 612) — знатный житель и возможно правитель Баакульского царства со столицей в Паленке.

## Биография
До конца неизвестно династическое положение Ханаь-Пакаля, он был братом или дедом Ах-Неоль-Мата. Он был отцом Иш Сак К’ук, а Иш-Йоль-Икналь приходилась ему женой или матерью.
Во время правления Ах-Неоль-Мата Канульское царство во главе с Укай-Каном напало на Баакуль, возможно Ах-Неоль-Мата взяли в плен и спустя 5 месяцев 8 августа 611 года он был мёртв. После его смерти возможно его преемником стал Ханаб-Пакаль (или Иш Сак К’ук).
Ханаб-Пакаль умер 6 марта 612 года. В случае если Ханаб-Пакаль был правителем, то его преемником стал Це-Мат-Муван.